# مكسورة (أغنية غيمس)
مكسورة (بالفرنسية: Brisé)‏ وهي إصدار منفرد لمغني الراب الكونغولي غيمس، تم إصدارها في 14 سبتمبر 2015 وهي إصدار منفرد لألبومه الثاني قلبي كان على حق.

## التصنيفات
| التصنيف                                                     | أفضل مرتبة |
| ----------------------------------------------------------- | ---------- |
| تصنيف الألبومات الفرنسية (الاتحاد الوطني للنشر الفونوغرافي) | 6          |
| تصنيف الألبومات البلجيكية (أولتراتوب والونيا)               | 5          |

## وصلات خارجية
- Gims - Brisé . على يوتيوب